# Mallinella thinhi
Mallinella thinhi är en spindelart som beskrevs av Ono 2003. Mallinella thinhi ingår i släktet Mallinella och familjen Zodariidae.
Artens utbredningsområde är Vietnam. Inga underarter finns listade i Catalogue of Life.